# Bijeli Vir
Bijeli Vir – wieś w Chorwacji, w żupanii dubrownicko-neretwiańskiej, w gminie Zažablje. W 2011 roku liczyła 292 mieszkańców.